# NGC 594
NGC 594 (również PGC 5769) – galaktyka spiralna (Sbc), znajdująca się w gwiazdozbiorze Wieloryba. Odkrył ją Francis Leavenworth w 1886 roku.
W galaktyce tej zaobserwowano do tej pory jedną supernową – SN 2002D.